# 1946年の日本競馬
1946年の日本競馬（1946ねんのにほんけいば）では、1946年（昭和21年）の日本競馬界についてまとめる。
馬齢は旧表記で統一する。
1945年の日本競馬 - 1946年の日本競馬 - 1947年の日本競馬

## できごと

### 1月 - 3月
- 1月12日 - 静岡県北山村で、地元の愛馬会の主催で記録上最初の闇競馬が開催される[1]。
- 1月25日 - 進駐軍の失火のため、東京競馬場にある木造2階建ての事務所の一部が焼失。翌日一部追加接収されたので賃借料が改定された[2]。
- 2月7日 - 日本競馬会は、旧馬主の所在を地方有力紙に広告を出して確認を取った。これにより、旧馬主の所在がかなり明瞭となった[1]。
- 2月9日 - 戦時中に設立された日本馬事会に代わり、社団法人中央馬事会が設立される。日本馬事会は3月2日に解散した。中央馬事会はただちに地方競馬法草案作成に着手した[1]。
- 2月16日 - 日本競馬会は本部に関係者を招き、「昭和21年度競馬施行要項」につき具体的な協議を行った。これはのちの3月4日に各競馬場に通知された[1]。

### 4月 - 6月
- 4月4日 - 東北支所の事務所が焼失する[1]。
- 4月19日 - 阪神競馬場（逆瀬川）が建設工事を終え、県より使用許可を受けた[2]。
- 5月12日 - 日本競馬会の長森副理事長が退任。後任に加納久朗が就任した[1]。
- 6月20日 - 阪神競馬場は建設用地の中心部約10万坪を進駐軍のゴルフ用地として接収される[2]。

### 7月 - 9月
- 7月4日 - 北海道の札幌競馬場で、進駐したアメリカ軍の命令により北海道馬匹組合連合会は法規に依らない進駐軍競馬が行われる[1]。
- 7月15日 - 日本競馬会の申請により、競馬委員会が認可される[1]。
- 7月27日 - 函館競馬場においても進駐軍競馬が行われる。
- 8月30日 - 日本競馬会は輓曳事業を廃止、新設の財団法人輓曳協会に財産を移管し、創業資金として300万円を寄付した[3]。
- 9月24日 - 農林省は日本競馬会の競馬施行規程を認可した。これにより、明治41年11月16日公布の競馬規程によって禁止されていた2歳馬の出走を4回まで許可した[3]。

### 10月 - 12月
- 10月15日 - 競馬法が一部改正される（法律第37号）。これにより勝馬投票券の1人1枚制限は撤廃され、また払戻限度額も100倍に改められた[3]。
- 10月17日 - 東京競馬場と京都競馬場で戦後初、3年ぶりとなる競馬が開催された[3]。
- 11月1日 - 農林省は、サラブレッド協会の設立を認可[3]。
- 11月8日 - 東京都八王子市の闇競馬で、日本で初めてのフォーカスト（6枠の連勝式馬券）が発売される[3]。
- 11月20日 - 地方競馬法と同施行規則が公布される。闇競馬から地方競馬に移行したものも、中止となったものもあり、この年施行許可を受けて開催したものは27都道府県・32回だった[1][3]。
- 11月 - 東京・京都の両競馬場で秋季競馬が7日間行われる[3]。
- 12月19日 - 昭和22年度の特別競走の概要が審議される。これにより翌年の中山四歳牝馬特別競走は「桜花賞競走」として京都で施行、横浜農林省賞典四歳呼馬競走は「春季農林省賞典」として東京で施行、農林省賞典四歳呼馬競走は「秋季農林省賞典競走」として京都で開催されることが決定。また、東京優駿に「ダービー」、優駿牝馬に「オークス」のサブタイトルを付けることも決定された[3]。

### その他
- 広島県五日市競馬場が開場する[3]。
- この年5月末まで東京芝浦電気に貸与されていた新潟競馬場であったが、全国的な腸チフスの流行により借用契約を2度にわたり延長、ワクチン製造が急がれた[4]。

## 競走成績

### 公認競馬の主な競走
- 第7回優駿牝馬（オークス）（東京競馬場・11月24日)　優勝：ミツマサ（騎手：新屋幸吉）
- 第7回農林省賞典四歳馬（京都競馬場・12月1日） 優勝：アヅマライ（騎手：武田文吾）

## 誕生
この年に生まれた競走馬は1949年のクラシック世代となる。

### 競走馬
- 4月7日 - シラオキ
- 4月11日 - タチカゼ
- 4月24日 - オーエンス
- 4月29日 - キングナイト
- 4月30日 - ヤシマドオター
- 5月20日 - トサミドリ
- 不明 - ヒンドスタン、ソロナウェー

### 人物
- 1月29日 - 松田博資 騎手、調教師（JRA）
- 4月1日 - 菅原泰夫 騎手、調教師（JRA）
- 4月22日 - 増本豊 調教師（JRA）
- 7月1日 - 柴田政見 騎手、調教師（JRA）
- 9月19日 - 長浜博之 調教師（JRA）
- 10月24日 - 成島英春 騎手、調教師（JRA）
- 12月9日 - 飯田明弘 騎手、調教師（JRA）